# Tetramorium convexum
Tetramorium convexum är en myrart som beskrevs av Bolton 1980. Tetramorium convexum ingår i släktet Tetramorium och familjen myror. Inga underarter finns listade i Catalogue of Life.